# Il cinico, l'infame, il violento
Il cinico, l'infame, il violento è un film poliziesco all'italiana, del 1977, diretto da Umberto Lenzi, con Tomas Milian, Maurizio Merli, John Saxon e Renzo Palmer.
La pellicola tenta una commistione tra il poliziottesco e il film di rapina, in voga in quegli anni.

## Trama
A Milano la criminalità dilaga, dopo l'evasione del perfido Luigi Maietto, conosciuto come il Cinese, che vuole vendicarsi dell'ex commissario Leonardo Tanzi, che ha nel frattempo lasciato la polizia trasferendosi da Roma al capoluogo lombardo e che, con la sua testimonianza in un processo, l'aveva fatto condannare all'ergastolo. Tanzi viene ferito in un agguato da parte degli scagnozzi del Cinese e in giro si crede sia morto; il Cinese tenta quindi la scalata, accordandosi con il boss senza scrupoli Di Maggio. Nel frattempo Tanzi torna a Roma, dove s'è appena trasferito Maietto. Seguendo le tracce d'una rapina, Tanzi scopre un traffico di denaro tra la Svizzera e Roma e riesce ad arrivare a Proietti, uno degli uomini di Di Maggio e cerca di mettere contro i due criminali per arrestarli entrambi. Nel frattempo il Cinese scopre che Tanzi è ancora vivo e cerca così di eliminarlo; le sanguinose vicende si concluderanno con l'uccisione di Di Maggio da parte del Cinese e di quest'ultimo ucciso da Tanzi dopo aver tentato di investirlo con un fuoristrada.

## Produzione
Il film in realtà sarebbe dovuto uscire con un altro nome: Insieme per una grande rapina, tuttavia grazie all'insistenza di Lenzi, che reputò tale titolo inefficace, il film cambiò nome in il cinico, l'infame, il violento, benché ormai il trailer con il primo nome fosse stato già prodotto e diffuso presso le sale cinematografiche italiane.

### Riprese
Le riprese del film si svolsero a Milano, Roma e Roccaraso.

### Incidenti
Durante le riprese di una sequenza d'azione Maurizio Merli si fece male con la pistola, dalla quale partì un colpo a salve. Durante un'altra sequenza Merli ebbe un duro diverbio con l'attrice Gabriella Giorgelli e con Umberto Lenzi, in quanto la Giorgelli gli chiese se avesse tolto il caricatore dalla pistola, per realizzare la scena. Iniziò una movimentata discussione, in cui Merli tentò di sferrare un calcio alla Giorgelli, ma si mise in mezzo una parrucchiera, che ricevette il calcio. La Giorgelli fu più sfortunata nella sequenza in cui le viene gettato sulla faccia del vetriolo: le fu gettato infatti un liquido che doveva solo emettere del fumo, ma le procurò una reazione allergica che le bruciò veramente la pelle con delle ustioni serie.

## Distribuzione
Il film, diretto seguito di Roma a mano armata (1976), uscì in Italia il 3 febbraio 1977, incassando 1.818.523.920 lire dell'epoca.

## Accoglienza
Paolo Mereghetti scrisse che il film è «scontato dall'inizio alla fine» e che l'interpretazione di Maurizio Merli era pessima, «inespressiva». Sempre secondo Mereghetti, l'unica attrattiva del film sono i litri di sangue spesi inutilmente.
Massimo Pepoli disse invece, a proposito della pellicola, che la delusione maggiore per il pubblico era stato il trovare un Tomas Milian non più nei panni d'Er Monnezza, ma in quelli di un criminale sadico qualunque.
L'unica che difese il film fu Giovanna Grassi del Corriere della Sera, che lodò la bravura di Lenzi nel ricavare un buon film da un soggetto non eccezionale di Sauro Scavolini. Sempre la Grassi lodò l'ironia del film e la performance di Tomas Milian, oltreché la mescolanza dei generi.

## Colonna sonora
Le tracce sono le seguenti:
1. Big Fight
2. L'ultima minaccia
3. Droga e paura
4. Senza via d'uscita
5. Dark Suspense
6. Pronti per l'agguato
7. Tensione notturna
8. Running To The Airport
9. A un passo dal pericolo
10. Deep Night
11. Caccia al cinese
12. Fiato sospeso
13. Autostrada della morte
14. Affanno

## Collegamenti ad altre pellicole
- Il titolo del film è un evidente omaggio a Il buono, il brutto, il cattivo, come si evince sia dai tre protagonisti (Tanzi, il Cinese e Di Maggio) che dai titoli di testa, i quali ripropongono i titoli del già citato spaghetti-western "leoniano" con lo stesso font.

## Galleria d'immagini

I giornali dimostrano che Tanzi è stato ucciso
La tortura del debitore
Il Cinese durante l'estorsione ai danni di Natali
Tanzi assiste alla morte dello zio
Tanzi attraversa i raggi all'infrarosso
Il barbiere della prigione
Il Cinese viene beffato dai suoi scagnozzi
Il Cinese ucciso da Tanzi